# Uytenbogaardtiet
Uytenbogaardtiet is een zilver-goud-sulfide met de chemische formule Ag3AuS2. Onzuiverheden beperken zich voornamelijk tot de elementen seleen, telluur en koper.

## Eigenschappen
Het witgrijze uytenbogaardtiet is opaak, heeft een metaalglans en een vooralsnog onbekende streepkleur. Het kristalstelsel is tetragonaal-trapezohedraal. De gemiddelde dichtheid is 8,29, wat zeer hoog is voor een mineraal. De hoge dichtheid heeft uytenbogaardtiet te danken het zilver en goud in het kristalrooster: twee elementen met een hoge dichtheid. De hardheid is circa 2, wat dan weer vrij zacht is.
Door de geringe grootte van de kristallen en de relatieve zeldzaamheid van uytenbogaardtiet zijn vrij weinig gegevens over het mineraal bekend.

## Naam
Uytenbogaardtiet is genoemd naar de Nederlandse mineraloog Willem Uytenbogaardt (1918-2012). Uytenbogaardt was tijdens zijn actieve leven als professor verbonden aan de Technische Universiteit Delft en was een vooraanstaand onderzoeker van ertsen.

## Voorkomen
De typelocatie van uytenbogaardtiet is Tambang Sawah in de Indonesische provincie Bengkulu. Daarnaast is uytenbogaardtiet ook nog gevonden in de Amerikaanse staten Nevada, Colorado, Californië en Arizona en in Bolivia en Rusland. Daarnaast zijn er ook nog mogelijke vindplaatsen van uytenbogaardtiet in Oezbekistan en tetradymiet.
Uytenbogaardtiet wordt gevormd in lage-temperatuur hydrothermale aders. En samen met petziet (Ag3AuTe2) en fischesseriet (Ag3AuSe2) vormt uytenbogaardtiet de zogenaamde “uytenbogaardtietgroep”. Het mineraal komt vaak voor in associatie met goud- en zilverlegeringen, acanthiet, chlorargyriet, naumanniet en kwarts.